# Zelotibia flexuosa
Zelotibia flexuosa is een spinnensoort uit de familie bodemjachtspinnen (Gnaphosidae). De soort komt voor in Congo en Rwanda.